# Haplogroupe B

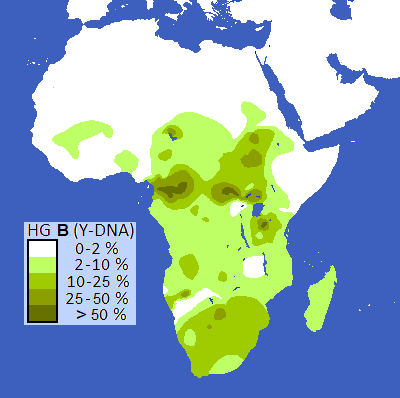
Fréquence de l'haplogroupe B en Afrique

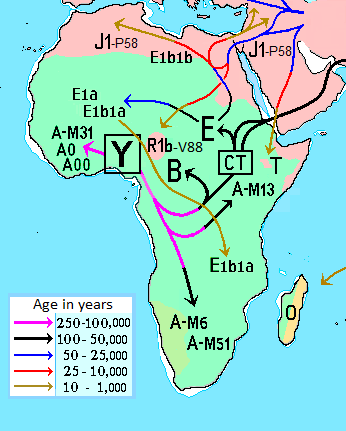
Dispersion présumée des principaux haplogroupes patrilinéaires africains

En génétique humaine, l'haplogroupe B (M60) est un haplogroupe du chromosome Y. On le trouve principalement en Afrique centrale et australe. C'est une branche du super-haplogroupe BT.

## Description
L'haplogroupe B (M60) est le deuxième haplogroupe patrilinéaire le plus ancien après l'haplogroupe A. Il est commun dans les forêts tropicales d’Afrique centrale. C'est l'haplogroupe principal des populations Pygmées modernes comme les Bakas (63 à 72 %) et les Mbutis (33 à 60 %), mais aussi des Hadzas de Tanzanie (52 à 60 %) qui sont souvent considérés, en raison des caractéristiques de leur langue, comme une branche vestigiale des Khoisans qui aurait subsisté en Afrique de l'Est. L'haplogroupe B est également un haplogroupe majeur des populations nilotiques, qui s'échelonnent du Soudan jusqu'à la Tanzanie, et des populations khoïsans du Sud-Ouest du continent.

## Diffusion
On trouve l'haplogroupe B de façon minoritaire dans d'autres populations africaines et, dans une moindre mesure, dans certaines régions d'Eurasie, en fonction des croisements entre populations et des migrations qui se sont produites au fil du temps.

### Afrique
Selon une étude génétique des populations du Soudan, l'haplogroupe B se trouve chez environ 30 % (16/53) des Sud-Soudanais, 16 % (5/32) des Haoussas locaux, 14 % (4/28) des Noubas du Soudan central, 3,7 % (8/216) des Soudanais du Nord (mais seulement parmi les Coptes et les Nubiens), et 2,2 % (2/90) des Darfouris.
À Madagascar, l'haplogroupe B a été trouvé chez environ 9 % des Malgaches, en l'occurrence parmi ceux qui sont originaires du continent africain.

### Asie
L'haplogroupe B est présent dans la péninsule arabique. Le biais d'échantillonnage ne permet pas d'obtenir des pourcentages significatifs, mais la présence de l'haplogroupe y est solidement attestée.
Dans la province d'Hormozgan, en Iran, l'haplogroupe B a été trouvé dans 8,2 % d'un échantillon de 49 Qechmis et dans 2,3 % d'un échantillon de 131 Bandaris.
En Afghanistan, l'haplogroupe B a été trouvé chez 5,1 % (3/59) d'un échantillon d'Hazaras.